# 比弗克里克鎮區 (明尼蘇達州羅克縣)
比弗克里克鎮區（英語：Beaver Creek Township）是位於美國明尼蘇達州羅克縣的一個行政鎮區。

## 地方資料
比弗克里克鎮區的面積為124.90平方千米，當中陸地面積為124.89平方千米，而水域面積為0.01平方千米。根據2020年美國人口普查的數據，當地共有人口384人，而人口密度為每平方千米3.07人。